# Lynn Margulis
Lynn Margulis (ur. 5 marca 1938 w Chicago, zm. 22 listopada 2011 w Amherst) – amerykańska specjalistka w dziedzinie biologii i nauczycielka akademicka, znana z prac naukowych dotyczących teorii endosymbiozy, propagatorka hipotezy Gai, popularyzatorka nauki.

## Życiorys
Urodziła się w marcu 1938 roku w Chicago. Jej ojciec, Morris Alexander, był prawnikiem, matka, Leone Alexander – agentką w biurze podróży. W 1952 roku ukończyła Hyde Park Academy High School (Woodlawn, Chicago). Studia rozpoczęła w Uniwersytecie Chicagowskim. Po uzyskaniu w 1957 roku stopnia BA studiowała zoologię i genetykę w  Uniwersytecie Wisconsin w Madison, uzyskując stopień MS w 1960 roku. Studia doktoranckie w dziedzinie genetyki zakończyła w 1965 roku w Uniwersytecie Kalifornijskim w Berkeley.
Pracowała zawodowo na stanowiskach:
- 1964–1966 – wykładowcy biologii w Brandeis University
- 1966–1977 – nauczyciela biologii w Uniwersytecie Bostońskim
- 1977–1988 – profesora biologii w Uniwersytecie Bostońskim
- od 1988 – profesora botaniki w University of Massachusetts Amherst

## Praca naukowa
Jest określana jako twórczyni endosymbiotycznej teorii o pochodzeniu mitochondriów i chloroplastów, w której przyjmuje się, że organella te powstały w wyniku symbiozy przodków współczesnych przedstawicieli Eucariota z przodkami współczesnych cyjanobakterii (chloroplasty) oraz bakterii purpurowych (mitochondria). Symbiotyczni przodkowie cyjanobakterii umożliwiali proces fotosyntezy, a przodkowie bakterii purpurowych – oddychanie tlenowe. Z biegiem ewolucji pełnione przez te symbionty funkcje metaboliczne stały się nieodzowne dla gospodarza, a same symbionty stały się organellami komórkowymi. Teoria ta, przyjęta początkowo krytycznie, obecnie jest powszechnie uznawana.
Była współpracowniczką Jamesa Lovelocka i propagatorką hipotezy Gai, opartej na koncepcjach opisanych m.in. w pracy pt. Gaia. A New Look at Life on Earth. Zgodnie z hipotezą Gai cała biosfera jest samoregulującym się superorganizmem, w którym działalność świata żywego wpływa na takie aspekty środowiska Ziemi jak klimat, atmosfera, zasolenie oceanów itp. (zob. ekosystem i jego struktura, równowaga biocenotyczna, homeostaza).
Była także współautorką jednego z obecnie istniejących systematycznych podziałów ziemskich organizmów na pięć królestw Whittakera. Była sceptyczna wobec doniesień, że HIV jest czynnikiem wywołującym AIDS.

## Publikacje
Publikowała artykuły w czasopismach naukowych (np. On the origin of mitosing cells, 1967,  Whittaker’s five kingdoms of organisms, 1971) oraz liczne książki, np. (wybór według NNDB):
- Billion Years of Genetic Recombination (1986, wsp. Dorion Sagan)
- Microcosmos (1987, with Dorion Sagan)
- Mystery Dance: On the Evolution of Human Sexuality (1991, wsp. Dorion Sagan)
- Symbiosis as A Source of Evolutionary Innovation (1991)
- Symbiosis in Cell Evolution (1992)[8]
- The Garden of Microbial Delight (1993, wsp. Dorion Sagan)
- Five Kingdoms (1997, wsp. Karlene V. Schwartz)
- Slanted Truths: Essays on Gaia, Symbiosis, and Evolution (1997, wsp. Dorion Sagan)
- What Is Sex? (1997, wsp. Dorion Sagan)
- Symbiotic Planet: A New Look at Evolution (1998)[9]
- Acquiring Genomes: A Theory of the Origins of Species (2002, wsp. Dorion Sagan)
- Dazzle Gradually: Reflections on the Nature of Nature (2007, wsp Dorion Sagan)
- Mind, Life and Universe (2007, wsp. Eduardo Punset)
- Luminous Fish: Tales of Science and Love (2007)

Prace przetłumaczone na język polski
- Lynn Margulis, Symbiotyczna planeta, tłum. Marcin Ryszkiewicz, Warszawa 2000, Wydawnictwo CiS, ISBN 83-85458-72-7 (Symbiotic Planet a New Look at the Evolution, 1998[10]
- Lynn Margulis, Gaja to twarda sztuka (esej), tłum. Marcin Ryszkiewicz, [w:] Lee Smolin, Brockman John (red.), 1996, Trzecia kultura, Warszawa, Wydawnictwo CiS[11].

## Wyróżnienia
W Notable Names Database (NNDB) wymieniono:
- członkostwo National Academy of Sciences (1983)
- National Medal of Science (1999)
- William Procter Prize for Scientific Achievement(inne języki) (1999)
- członkostwo American Academy of Arts and Sciences
- członkostwo Rosyjskiej Akademii Nauk (członek zagraniczny)
- LSL Darwin-Wallace Medal(inne języki) (2008)
- Stroke Nov-2011

## Życie osobiste
Lynn Margulis była dwukrotnie zamężna. W latach 1957–1965 jej mężem był Carl Sagan, astronom zainteresowany astrobiologią, popularyzator nauki, a w latach 1967–1980 – Thomas Margulis, krystalograf. Z obu małżeństw miała trzech synów i jedną córkę (Dorion Sagan, Jeremy Ethan Sagan, Zachary Margulis-Ohnuma, Jennifer Margulis di Properzio). Od 2000 roku jej partnerem był Ricardo Guerrero, biolog.